# 금욕
금욕(禁慾)은 생물(동물)이 보편적으로 느끼는 여러 심리적, 생리적인 욕구·욕망을 이성적으로 억제함으로써 성스러운 체험을 얻고자 하는 종교적, 윤리적 행동을 말한다.

## 개요
인간은 여러 가지 욕망이 있고 그것들을 억제하는 여러 방법이 있으며 또 그 이유도 여러 가지가 있다. 일반적으로 식욕을 억제하는 단식이나 성욕을 억제하는 성적 격리 등이 있지만(인간이나 짐승 모두가 가지고 있는 욕망), 한편으로 물질욕이나 출세, 지위에 대한 욕망과 같은 인간만이 가지고 있는 욕망을 억제하기도 한다.
더 들어가면, 수면 욕구나 배설 욕구와 같이, 생리 기능을 억제하면 건강에 지극히 해로운데 이를 억제하려는 사람들도 있다. 다만 5대 욕구 가운데 하나인 호흡까지 참으려고 하는 사람은 드물다.
특히 종교에 따른 금욕에서 성욕을 억제하는 일을 가리키는 경향을 볼 수 있고 여기에는 자위 행위도 금하는 경우도 있다. 한편 남녀의 교제만을 금하거나 동성 사이만의 관계를 금하는 등, 종교나 문화에 따라 금욕의 방식은 다양하다.

## 의의
원래 욕구는 생물로서의 사람이 생존을 위해 발달해 온 것이며, 이를테면 인간에게서 쉽게 찾을 수 있는 사회적 욕망(지배욕이나 권력에 의한 욕구 등)도, 사회적 동물 "인간"이 보다 굳세고 튼튼한 사회를 얻고 싶다고 하는 욕구의 일단이라고 할 수 있다.
그러나 이러한 욕구도 도가 지나치면 사회 문제로 이어지는 경향을 볼 수 있다. 이를테면, 식료품은 남아 도는데 이것을 모두 먹어 버리고 모든 사람에게 잘 보급되지 않는다면 사회 속의 사람들은 식욕을 제한할 수밖에 없다. 또 성욕의 경우, 아이를 함부로 많이 낳으면, 양육과 교육에 대한 부담이 커져, 이를 억제해야 하는 사회적 위기가 올 수 있다.
한편 정신 수양을 위해 단식하거나 성욕을 억제하여 보다 고도의 정신을 획득할 수 있다는 의견도 있다. 이것은 주로 신비주의나 종교에서 쉽게 찾아볼 수 있으며, 이러한 사상은 보다 좋은 사회를 구축할 수 있는 목표를 심어 주고, 개인이 욕망에 멋대로 빠지지 않도록 강한 정신의 힘을 얻을 수 있게 한다.

## 문제
생존에 반드시 필요한 욕구를 이성으로 억제하는 일이 있는데, 과도하게 실시하면 신체에 어떠한 나쁜 영향을 미치는 경우가 있다. 이를테면 단식에 의해서 사망할 수 있고 영양 실조로 건강을 해친 사례도 수없이 많다. 다만 제대로 영양 관리를 하면서 하는 단식은 다이어트나 건강 붐에 있어서 건강법으로 이용되고 있다. 단지 이 건강을 목표로 한 단식도 일부의 의학적 근거가 없는 제창자에 의하는 것이며, 역시 건강 피해를 입었다는 사례도 보고되어 있으므로 주의해야 한다.
또, 수면을 금지하면 정신 활동에 해로운 영향이 있으므로 자주 고문에 사용되고 있다. 한편, 일부의 문제가 있는 단체 등이 정신 수양이라고 일컬어 단면을 실시하기도 한다.
한편, 성욕의 억제에 대해서는 남성이 사정을 하지 않는 경우, 정자는 분해되어 흡수되므로 사정의 금욕은 생리적으로는 문제가 없다.
종교에서 물질욕(세속적 욕구)은 좋지 않다는 경향이 있다. 그러므로 일부의 신흥 종교 단체는, "물욕을 버린다"는 명목으로 자신의 단체에 개인 자산의 기부를 강요하는 경우가 있다. 전통 종교(기독교나 불교)의 일부의 종파 안에도 교인이 되면 개인 자산을 모두 종교 단체에 기부해야 한다고 생각하는 경우도 있으며, 기부의 강요가 반드시 사회적 가치관에 반대된다고는 할 수 없다. 특히, 이슬람교에서는 개인 자산의 전부 또는 일부를 기부하는 것이 종교적 의무가 되고 있다.

## 같이 보기
- 처녀성